# Vochysia elegans
Vochysia elegans är en tvåhjärtbladig växtart som beskrevs av Stafleu. Vochysia elegans ingår i släktet Vochysia och familjen Vochysiaceae. Inga underarter finns listade i Catalogue of Life.